# Heterofragilia major
Heterofragilia major là một loài nhện biển trong họ Ascorhynchidae. Loài này thuộc chi Heterofragilia. Heterofragilia major được miêu tả khoa học năm 1986 bởi Stock.